# Championnats de Belgique d'athlétisme en salle 2019

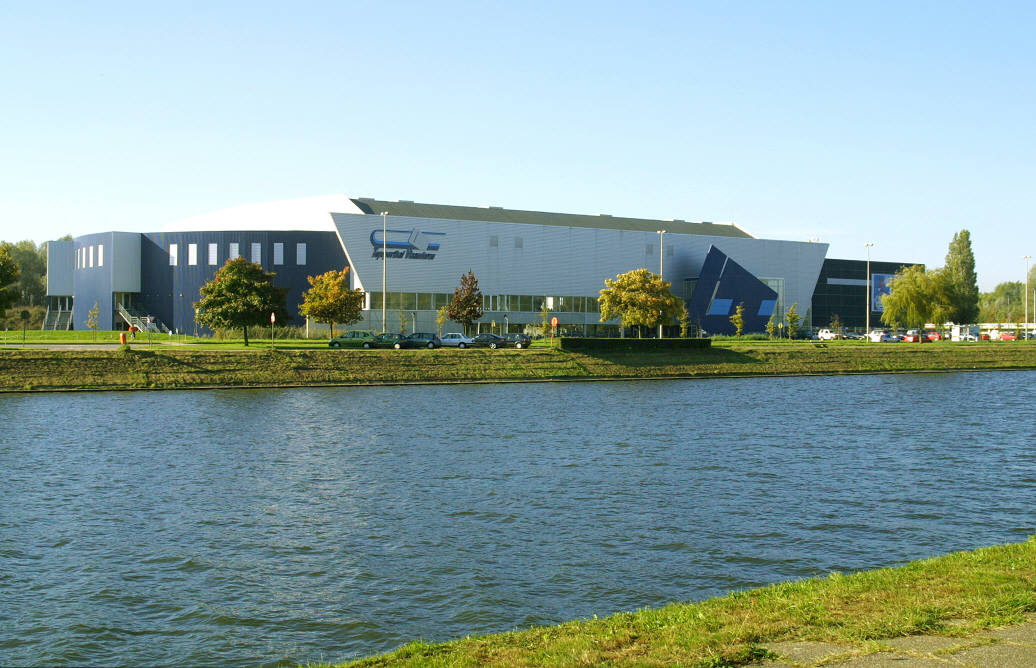
Salle d'athlétisme intérieure de Gand.

Les Championnats de Belgique d'athlétisme en salle 2019 toutes catégories se sont tenus le dimanche 17 février à Gand.

## Résultats courses

### 60 m
| Rang               | athlète              | Prestation |
| ------------------ | -------------------- | ---------- |
| Médaille d'or      | Guelord Kola Biasu   | 6 s 78     |
| Médaille d'argent  | Kobe Vleminckx       | 6 s 79     |
| Médaille de bronze | Gaylord Kuba Di-Vita | 6 s 79     |

| Rang               | athlète       | Prestation |
| ------------------ | ------------- | ---------- |
| Médaille d'or      | Manon Depuydt | 7 s 42     |
| Médaille d'argent  | Rani Rosius   | 7 s 43     |
| Médaille de bronze | Elise Mehuys  | 7 s 46     |

### 200 m
| Rang               | athlète         | Prestation |
| ------------------ | --------------- | ---------- |
| Médaille d'or      | Antoine Snyders | 21 s 34    |
| Médaille d'argent  | Camille Snyders | 21 s 41    |
| Médaille de bronze | Jordan Paquot   | 21 s 97    |

| Rang               | athlète         | Prestation |
| ------------------ | --------------- | ---------- |
| Médaille d'or      | Lucie Ferauge   | 23 s 65    |
| Médaille d'argent  | Imke Vervaet    | 23 s 74    |
| Médaille de bronze | Charlotte Duyck | 24 s 55    |

### 400 m
| Rang               | athlète       | Prestation |
| ------------------ | ------------- | ---------- |
| Médaille d'or      | Kévin Borlée  | 46 s 69    |
| Médaille d'argent  | Julien Watrin | 47 s 21    |
| Médaille de bronze | Dylan Borlée  | 47 s 68    |

| Rang               | athlète            | Prestation   |
| ------------------ | ------------------ | ------------ |
| Médaille d'or      | Cynthia Bolingo    | 52 s 70 (RB) |
| Médaille d'argent  | Camille Laus       | 53 s 22      |
| Médaille de bronze | Margo Van Puyvelde | 54 s 68      |

### 800 m
| Rang               | athlète         | Prestation    |
| ------------------ | --------------- | ------------- |
| Médaille d'or      | Aaron Botterman | 1 min 48 s 02 |
| Médaille d'argent  | Pieter Sisk     | 1 min 50 s 57 |
| Médaille de bronze | Quentin Kebron  | 1 min 51 s 30 |

| Rang               | athlète           | Prestation    |
| ------------------ | ----------------- | ------------- |
| Médaille d'or      | Camille Muls      | 2 min 6 s 50  |
| Médaille d'argent  | Syrah Ghijselings | 2 min 10 s 41 |
| Médaille de bronze | Hanne Pardaens    | 2 min 10 s 66 |

### 1 500 m
| Rang               | athlète         | Prestation    |
| ------------------ | --------------- | ------------- |
| Médaille d'or      | Ali Hamdi       | 3 min 52 s 23 |
| Médaille d'argent  | Kevin De Kerpel | 3 min 52 s 36 |
| Médaille de bronze | Oussama Lonneux | 3 min 53 s 71 |

| Rang               | athlète          | Prestation    |
| ------------------ | ---------------- | ------------- |
| Médaille d'or      | Anne Schreurs    | 4 min 28 s 61 |
| Médaille d'argent  | Mathilde Deswaef | 4 min 30 s 03 |
| Médaille de bronze | Eléa Henrard     | 4 min 30 s 42 |

### 3 000 m
| Rang               | athlète          | Prestation    |
| ------------------ | ---------------- | ------------- |
| Médaille d'or      | Wesley De Kerpel | 8 min 33 s 80 |
| Médaille d'argent  | Mathijs Casteele | 8 min 41 s 70 |
| Médaille de bronze | Dorian Fintolini | 8 min 42 s 69 |

### 5 000 m marche/3 000 m marche
| Rang               | athlète          | Prestation     |
| ------------------ | ---------------- | -------------- |
| Médaille d'or      | Peter Van Hove   | 27 min 34 s 62 |
| Médaille d'argent  | Tristan Van Hove | 29 min 54 s 07 |
| Médaille de bronze | -                |                |

| Rang               | athlète              | Prestation     |
| ------------------ | -------------------- | -------------- |
| Médaille d'or      | Annelies Sarrazin    | 16 min 8 s 17  |
| Médaille d'argent  | Liesbet De Smet      | 17 min 46 s 60 |
| Médaille de bronze | Laura Luna Hernandez | 17 min 59 s 43 |

## Résultats obstacles

### 60 m haies
| Rang               | athlète         | Prestation |
| ------------------ | --------------- | ---------- |
| Médaille d'or      | Quentin Ruffacq | 7 s 89     |
| Médaille d'argent  | Sander Maes     | 7 s 96     |
| Médaille de bronze | Dario De Borger | 7 s 96     |

| Rang               | athlète        | Prestation |
| ------------------ | -------------- | ---------- |
| Médaille d'or      | Eline Berings  | 8 s 06     |
| Médaille d'argent  | Sarah Missinne | 8 s 22     |
| Médaille de bronze | Angel Agwazie  | 8 s 35     |

## Résultats sauts

### Saut en longueur
| Rang               | athlète             | Prestation |
| ------------------ | ------------------- | ---------- |
| Médaille d'or      | Corentin Campener   | 7,70 m     |
| Médaille d'argent  | François Grailet    | 7,57 m     |
| Médaille de bronze | Mathias Broothaerts | 7,34 m     |

| Rang               | athlète         | Prestation  |
| ------------------ | --------------- | ----------- |
| Médaille d'or      | Hanne Maudens   | 6,53 m (RB) |
| Médaille d'argent  | Imke Vervaet    | 6,11 m      |
| Médaille de bronze | Cassandre Evans | 5,93 m      |

### Triple saut
| Rang               | athlète              | Prestation |
| ------------------ | -------------------- | ---------- |
| Médaille d'or      | Bjorn De Decker      | 15,27 m    |
| Médaille d'argent  | Désiré Kingunza      | 14,48 m    |
| Médaille de bronze | Matthias De Leenheer | 14,45 m    |

| Rang               | athlète          | Prestation |
| ------------------ | ---------------- | ---------- |
| Médaille d'or      | Saliyya Guisse   | 13,17 m    |
| Médaille d'argent  | Elsa Loureiro    | 12,71 m    |
| Médaille de bronze | Sietske Lenchant | 12,55 m    |

### Saut en hauteur
| Rang               | athlète       | Prestation |
| ------------------ | ------------- | ---------- |
| Médaille d'or      | Thomas Carmoy | 2,21 m     |
| Médaille d'argent  | Bram Ghuys    | 2,19 m     |
| Médaille de bronze | Lars Van Looy | 2,10 m     |

| Rang               | athlète           | Prestation |
| ------------------ | ----------------- | ---------- |
| Médaille d'or      | Claire Orcel      | 1,90 m     |
| Médaille d'argent  | Zita Goossens     | 1,77 m     |
| Médaille de bronze | Hanne Van Hessche | 1,74 m     |

### Saut à la perche
| Rang               | athlète          | Prestation |
| ------------------ | ---------------- | ---------- |
| Médaille d'or      | Ben Broeders     | 5,30 m     |
| Médaille d'argent  | Frederik Ausloos | 5,30 m     |
| Médaille de bronze | Bram Charle      | 4,90 m     |

| Rang               | athlète         | Prestation |
| ------------------ | --------------- | ---------- |
| Médaille d'or      | Aurelie De Ryck | 4,30 m     |
| Médaille d'argent  | Chloé Henry     | 4,25 m     |
| Médaille de bronze | Melanie Vissers | 4,05 m     |

## Résultats lancers

### Lancer du poids
| Rang               | athlète             | Prestation |
| ------------------ | ------------------- | ---------- |
| Médaille d'or      | Philip Milanov      | 17,77 m    |
| Médaille d'argent  | Matthias Quintelier | 17,38 m    |
| Médaille de bronze | Max Vlassak         | 16,85 m    |

| Rang               | athlète            | Prestation |
| ------------------ | ------------------ | ---------- |
| Médaille d'or      | Jolien Boumkwo     | 14,49 m    |
| Médaille d'argent  | Yoika De Pauw      | 13,99 m    |
| Médaille de bronze | Anouska Hellebuyck | 13,47 m    |

## Sources
- Résultats sur le site de la Ligue belge francophone d'athlétisme